# Votomita monantha
Votomita monantha là một loài thực vật có hoa trong họ Mua. Loài này được (Urb.) Morley miêu tả khoa học đầu tiên năm 1963.